# Natasha Lee
Natasha Lee Suárez (Malasia,  13 de julio de 1988) es un jugadora española de hockey patines. Su padre es de Malasia.

## Trayectoria
De padre malayo y madre asturiana, con 7 años se traslada a Gijón, ciudad en la que se inicia en el hockey patines. En el año 2009 ficha por el CP Voltregà. A nivel de clubes ha ganado 4 Copas de la Reina (3 con el Voltregá y 1 con el Gijón), 6 ligas (1 con el Gijón y 5 con el Voltregá), y 6 Copas de Europa (2 con el Gijón y 4 con el Voltregá). En el año 2015 es nombrada  mejor jugadora de la liga por segundo año consecutivo. Para la temporada 2018/2019, "Tasha" vuelve al club donde se formó, rebautizado como Telecable Hockey Club por motivos de patrocinio, con el que posteriormente renueva
Con la selección española debuta en el año 2003, ha participado en 6 Europeos (desde el año 2003 hasta 2018) y 7 Mundiales (desde el año 2004 hasta 2017). Ha ganado el título europeo en 5 ocasiones (2009, 2011, 2013, 2015 y 2018) y el mundial en tres (2008, 2016 y 2017).
Desde Abril del año 2020 es embajadora y relaciones públicas de la marca deportiva asturiana SUKAN.

## Palmarés selección
- 3 Campeonatos del Mundo "A"  (2008, 2016, 2017)
- 5 Campeonatos de Europa (2009, 2011, 2013, 2015, 2018)

## Palmarés clubs
- 7 Copas de Europa  (2007,2009,2011,2014,2016,2017,2023)
- 5 Copas de la Reina (2011, 2014,2016, 2019,2023)
- Supercopa de España 2022
- 7 Ligas (2008,2011,2012,2013,2014,2016,2023)